# Discant
Discant bylo české hudební vydavatelství krátce působící na konci 60. let 20. století. Toto brněnské vydavatelství vzniklo díky uvolnění politických poměrů ve druhé polovině 60. let. Vedle dvou velkých vydavatelství Supraphon a Panton však existovalo pouze rok, než ho zlikvidovala nastupující normalizace.

## Historie
Založeno bylo v únoru 1969 v Brně jako dobrovolné družstvo hudebníků, které se mělo zaměřit na vydávání především moravských interpretů. Iniciátorem vzniku Discantu (pod původním názvem Tritón) a jeho prvním ředitelem byl brněnský rozhlasový redaktor a textař Jan Šimon Fiala. Úzce spolupracovalo s brněnským studiem Československého rozhlasu, s brněnským studiem Československé televize plánovalo pořad Brněnské beatforum a v Gramofonových závodech v Loděnicích si dokázalo vyjednat kapacitu 500 000 vylisovaných gramofonových desek ročně, z nichž první byly Discantem vydány v květnu 1969. Nahrávky byly zaměřeny jednak na lidovou hudbu, jednak na populární popové (Alena Tichá, Jiří Duchoň, Laďka Kozderková, Vladěna Krumlová, Jarmila Veselá, Milena Polášková, Štěpán Mátl, Petr Pospíšil, Milan Černohouz) i bigbítové interprety z Brna (Vulkán, Synkopy 61, Atlantis, The Speakers, The Progress Organization) a později i Ostravy (z popu Arnošt Bracháček, Henryk Sumera, Marcela Urbášková, z bigbítu Flamingo), kde v létě 1969 vznikla pobočka vydavatelství.
Protože však zakladatelé podcenili nutné počáteční investice, byli donuceni změnit charakter vydavatelství, které se 1. září 1969 stalo součástí Mládežnické obchodní komory v rámci vznikajícího Socialistického svazu mládeže. Přicházející změny politických poměrů však label ani pod hlavičkou SSM nepřežil, neboť v prosinci 1969 rozhodlo politbyro KSČ o odebrání loděnické kapacity Discantu s tím, že blokuje kapacity vyhrazené pro chystané slovenské vydavatelství Opus. Od února 1970 již nebyly nahrávky Discantu v Gramofonových závodech lisovány a několik měsíců probíhal pouze doprodej skladových zásob. Pokusy o přechod vydavatelství pod Panton nebyly úspěšné, a proto došlo v dubnu 1970 k oficiálnímu zániku Discantu.
Za necelý rok vyšlo v Discantu celkem 42 titulů (z toho jedna LP deska, dvě MP desky, ostatní byly singly) s celkovým nákladem přibližně 241 tisíc kusů. Jedinou realizovanou dlouhohrající deskou byl záznam představení Besídka zvláštní školy autorů Miloslava Šimka a Jiřího Grossmanna, jejíž celý náklad 4513 výlisků však musel být z politických důvodů zničen (zachráněn byl pouze velice malý počet kusů).